# Vladimir Samsonov
Vladimir Samsonov (Minsk, Bielorrusia, 1976), apodado Tai Chi Master en China, es un jugador de tenis de mesa bielorruso, subcampeón del mundo en el año 1997 en la mítica final frente a Jan-Ove Waldner, la última disputada entre dos jugadores europeos. Más de una veintena de años después se mantiene en la élite del tenis de mesa, estando situado en mayo de 2019 en el N.º 20 del ranking mundial de la ITTF. Samsonov ha competido consecutivamente en seis Olimpiadas, entre los años 1996 y 2016, quedando en cuarta posición en las de los años 2000 y en 2016.
Apodado también "Mr. Champions league" es uno de los deportistas con mayor cantidad de copas de Europa en esta competición, acumulando 12 títulos. Es también el jugador con el segundo mayor número de triunfos en torneos del ITTF World Tour, con 27 victorias, solo superado por Ma Long.

## Trayectoria (equipos)
- 1994-2000 Borussia Dusseldorf
- 2000-2008 La Villete Charleroi
- 2008-2009 Cajagranada
- 2009-actualidad Fakel Orenburg[6]

## Palmarés (individuales)

### Campeonato del Mundo
- Subcampeón 1997: Mánchester ( Reino Unido)

### Copa del mundo
Campeón:
- 1999: Xiaolan ( China)
- 2001: Courmayeur ( Italia)
- 2009: Moscú, ( Rusia)

Fue además finalista en la edición de 2013 y medalla de bronce en la de 2012.

### ITTF World Tour Grand Finals
- Campeón en 1997, subcampeón en 1996 y semifinalista en 2008 y 2010.

### Torneo de campeones
- Semifinalista (2007)

### ITTF World Tour
Campeón:
- 1996: Bolzano ( Italia)
- 1997: Kalmar ( Suecia)
- 1998: Zagreb ( Croacia)
- 1999: Kobe ( Japón), Zagreb ( Croacia)
- 2000: Zagreb ( Croacia)
- 2001: Bayreuth ( Alemania)
- 2003: Doha ( Catar)
- 2004: Río de Janeiro ( Brasil)
- 2005: Magdeburgo ( Alemania), San Petersburgo ( Rusia), Zagreb ( Croacia)
- 2006: Santiago de Chile ( Chile), Zagreb ( Croacia)
- 2007: Taipéi ( China Taipéi)
- 2008: Minsk ( Bielorrusia), Kuwait City ( Kuwait), Velenje ( Eslovenia)
- 2009: Rabat ( Marruecos)
- 2010: Rabat ( Marruecos), Varsovia ( Polonia), Incheon ( Corea del Sur)
- 2011: Rabat ( Marruecos)
- 2014: De Haan ( Bélgica), Minsk ( Bielorrusia)
- 2015: Doha ( Catar)
- 2017: Gold Coast ( Australia)

### Top-16 Europa
- Campeón (1998, 1999, 2001 y 2007)
- Finalista (2002, 2003, 2005, 2008, 2009, 2010, 2011 y 2019)

### Campeonato europeo
- Campeón (1998, 2003 y 2005)
- Finalista (2007, 2008 y 2013)

## Palmarés (por equipos)

### ETTU Champions League
- 1997 Borussia Dusseldorf (campeón)
- 1998 Borussia Dusseldorf (campeón)
- 1999 Borussia Dusseldorf (finalista)
- 2000 Borussia Dusseldorf (campeón)
- 2001 La Villete Charleroi (campeón)
- 2002 La Villete Charleroi (campeón)
- 2003 La Villete Charleroi (campeón)
- 2004 La Villete Charleroi (campeón)
- 2005 La Villete Charleroi (finalista)
- 2006 La Villete Charleroi (finalista)
- 2007 La Villete Charleroi (campeón)
- 2008 La Villete Charleroi (finalista)
- 2009 Cajagranada (cuartofinalista)[9]
- 2010 Fakel Orenburg (no participó) [10]
- 2011 Fakel Orenburg (finalista)
- 2012 Fakel Orenburg (campeón)
- 2013 Fakel Orenburg (campeón)
- 2014 Fakel Orenburg (finalista)
- 2015 Fakel Orenburg (campeón)
- 2016 Fakel Orenburg (semifinalista)
- 2017 Fakel Gazprom (campeón)[4]
- 2018 Fakel Gazprom (subcampeón)